# Cashmere (Washington)
Cashmere è una città degli Stati Uniti d'America, situata nello Stato di Washington e in particolare nella Contea di Chelan.